# Agelasta milagrosae
Agelasta milagrosae là một loài bọ cánh cứng trong họ Cerambycidae.